# بخش بلوم (شهرستان مورگان، اوهایو)
بخش بلوم (به انگلیسی: Bloom Township) یک منطقهٔ مسکونی در ایالات متحده آمریکا است که در شهرستان مورگان، اوهایو واقع شده‌است.
 بخش بلوم ۶۶٫۳ کیلومتر مربع مساحت و ۱٬۰۱۵ نفر جمعیت دارد و ۲۶۵ متر بالاتر از سطح دریا واقع شده‌است.